# Quinotauro

Due versioni del quinotauro

Il quinotauro è un mitico mostro marino menzionato nel VII secolo nella Cronaca di Fredegario. 
Ci si riferisce ad esso come "la bestia di Nettuno che rassomiglia a un quinotauro". Esso è ritenuto essere il padre di Meroveo, in quanto si unì alla moglie del re franco Clodione mentre ella stava facendo il bagno in mare, dando così origine alla stirpe reale dei re Merovingi. Il nome, che traslitterato dal latino significa "toro con cinque corna", sembra unire a livello simbolico il tridente del dio del mare Nettuno e il viaggio in mare di Giove tramutato in toro durante il ratto di Europa oppure il mito del Minotauro.
Non si sa se questa sovrapposizione di miti diversi sia dovuta a già radicate leggende oppure sia da attribuire a Fredegario, per cui non si sa se esistesse un leggendario mostro marino di questo genere nella mitologia franca, o se invece sia un'invenzione dell'autore.
L'ipotesi più probabile è l'intento di conferire origine divina alla casata reale franca dei Merovingi.